# Saltaire (Nowy Jork)
Saltaire – wieś w Stanach Zjednoczonych, w stanie Nowy Jork, w hrabstwie Suffolk, na wyspie Fire Island nad Oceanem Atlantyckim.